# 多愁善感 (柚子单曲)
《多愁善感》是日本二人组合柚子的第6张单曲。1999年8月18日由其所属公司Senha&Company发售。

## 收录曲
1. 多愁善感　（4:54）
  - 作詞・作曲: 北川悠仁 / 铜管：山本拓夫（日语：山本拓夫）
2. 踏切　（4:23）
  - 作詞・作曲: 岩泽厚治
3. 暴饮暴食的健康饮食　（2:12）
  - 作詞・作曲: 岩泽厚治